# Creed Brothers
I Creed Brothers sono un tag team di wrestling, attivo in WWE, formato da Brutus e Julius Creed. I due hanno anche fatto parte della stable Diamond Mine.
Il duo ha vinto una volta l'NXT Tag Team Championship e la settima edizione del Dusty Rhodes Tag Team Classic nel 2022.

## Storia

### WWE (2021–presente)

#### NXT(2021–2023)
Nel 2021 i fratelli Kasper firmarono con la WWE, rispettivamente Drew a febbraio e Jacob a giugno, venendo mandati al Performance Center per allenarsi. Nell'agosto dello stesso anno i Kasper vennero rinominati "Creed Brothers" (Drew divenne "Brutus Creed" e Jacob invece "Julius Creed") e assegnati ad NXT come parte della stable Diamond Mine insieme a Roderick Strong e Hachiman con Malcolm Bivens, stabilendosi come heel. Il duo debuttò nella prima puntata di NXT 2.0 del 14 settembre sconfiggendo i jobber Chuckle Viola e Paxton Averill. Dopo aver sconfitto diversi altri jobber, il 15 febbraio, nella puntata speciale NXT Vengeance Day, i Creed Brothers sconfissero gli MSK vincendo la settima edizione del Dusty Rhodes Tag Team Classic. Il 2 aprile, a NXT Stand & Deliver, i Creed Brothers presero parte ad un Triple Threat Tag Team match per l'NXT Tag Team Championship che comprendeva anche i campioni dell'Imperium (Fabian Aichner e Marcel Barthel) e gli MSK ma il match venne vinto da questi ultimi. Nella puntata di NXT 2.0 del 12 aprile i Creed Brothers presero parte ad un Gauntlet match per il vacante NXT Tag Team Championship eliminando il Legado del Fantasma (Cruz Del Toro e Joaquin Wilde), Brooks Jensen e Josh Briggs e Grayson Waller e Sanga prima di venire eliminati per ultimi dai Pretty Deadly. Il 4 giugno, a NXT In Your House, i Creed Brothers trionfarono sui Pretty Deadly vincendo l'NXT Tag Team Championship per la prima volta. Nella puntata di NXT 2.0 del 14 giugno i Creed Brothers mantennero le cinture contro Edris Enofé e Malik Blade. Il 5 luglio, nella puntata speciale NXT The Great American Bash, i Creed Brothers conservarono mantennero le cinture di coppia contro Damon Kemp e Roderick Strong (nonostante fossero compagni di stable). Nella puntata di NXT 2.0 del 2 agosto mantennero le cinture contro Tony D'Angelo e Channing "Stacks" Lorenzo grazie anche all'intervento di Santos Escobar. Il 4 settembre, a NXT Worlds Collide, i Creed Brothers persero i titoli di coppia a favore dei Pretty Deadly in un Fatal 4-Way Tag Team Elimination match che comprendeva anche Brooks Jensen e Josh Briggs e il Gallus (Mark Coffey e Wolfgang) in cui era in palio anche l'NXT UK Tag Team Championship di Briggs e Jensen; i Creed Brothers persero le cinture dopo 92 giorni di regno e a causa del tradimento di Damon Kemp, che attaccò i due fratelli permettendo ai Pretty Deadly di vincere la contesa. Nella puntata di NXT 2.0 del 13 settembre i Creed Brothers non riuscirono a riconquistare i titoli di coppia contro i Pretty Deadly in uno Steel Cage match a causa dell'interferenza di Damon Kemp.
Nella puntata di NXT del 4 luglio vennero sconfitti da Jagger Reid e Rip Fowler e, da stipulazione, dovettero lasciare NXT. Il 29 agosto, riuscendo a sconfiggere Fowler e Reid in uno steel cage match, vennero riammessi ad NXT. Il 30 settembre, a NXT No Mercy, parteciparono ad un fatal four-way tag team match per l'NXT Tag Team Championship che comprendeva anche i campioni Tony D'Angelo e Channing "Stacks" Lorenzo, Angel Garza e Humberto Carrillo e gli OTM (Bronco Nima e Lucien Price) ma a prevalere furono D'Angelo e Lorenzo.

#### Raw(2023–presente)
Debuttarono con Ivy Nile a Raw il 30 ottobre rispondendo alla open challenge dell'Alpha Academy (Chad Gable e Otis) sconfiggendoli. Il 27 novembre, a Raw, i Creed Brothers vinsero un tag team turmoil match per determinare i nuovi sfidanti all'Undisputed WWE Tag Team Championship eliminando per ultimi l'Imperium (Giovanni Vinci e Ludwig Kaiser). Nella puntata di Raw del 18 dicembre i Creed Brothers affrontarono il Judgment Day (Finn Bálor e Damian Priest) per l'Undisputed WWE Tag Team Championship ma vennero sconfitti.
Il 5 febbraio, a Raw, parteciparono ad un fatal four-way tag team match insieme ai #DIY, il New Day e l'Imperium per determinare i nuovi sfidanti all'Undisputed WWE Tag Team Championship ma a vincere furono i #DIY. Nella puntata di Raw del 18 marzo i Creed Brothers vennero sconfitti dai #DIY, non riuscendo a qualificarsi per il ladder match per l'Undisputed WWE Tag Team Championship a WrestleMania XL.

## Nel wrestling

### Mosse finali in coppia
- Electric chair lift di Julius seguito da un diving shoulder block di Brutus – dal 2023
- Military press slam di Brutus seguita da una running throat clothesline sull'avversario a terra

### Manager
- Malcolm Bivens

## Trofei e riconoscimenti
- WWE
  - NXT Tag Team Championship (1)[18]
  - Dusty Rhodes Tag Team Classic (2022)
  - NXT Year-End Award
    - Tag Team of the Year (2023)